# St. Josef (Waldberg)

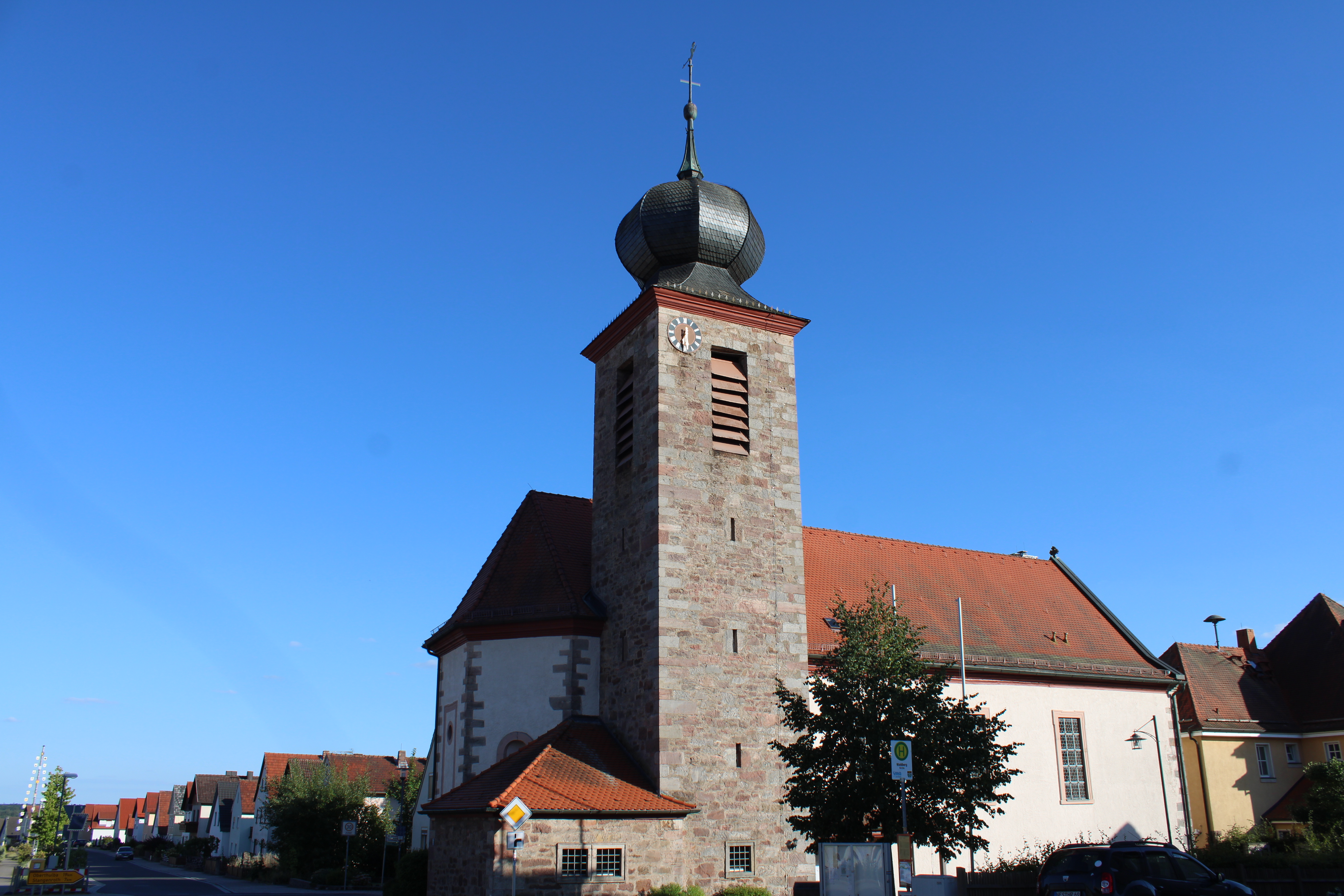
Katholische Kirche St. Josef in Waldberg

Die römisch-katholische Kuratiekirche St. Josef ist die Dorfkirche von Waldberg, einem Ortsteil von Sandberg im unterfränkischen Landkreis Rhön-Grabfeld. Die Kirche gehört zu den Baudenkmälern von Sandberg und ist unter der Nummer D-6-73-162-33 in der Bayerischen Denkmalliste registriert. Waldberg ist ein Teil der Pfarreiengemeinschaft „Die Walddörfer“.

## Geschichte
Die Kirche wurde zwischen 1768 und 1770 erbaut. Der Kirchturm mit Zwiebelhaube kam im Jahr 1929 als Ersatz für den ursprünglichen Dachreiter hinzu.

## Beschreibung
Chor und Langhaus sind ein einheitlicher Bau mit Satteldach und nach Norden orientiert. Der Kirchturm steht an der Westseite und besitzt eine Zwiebelhaube.
Die Ausstattung stammt aus dem 18. Jahrhundert. Der Hochaltar (angeblich aus einem säkularisierten Kloster in Gaibach) mit zentralem Gemälde des heiligen Josef und die Seitenaltäre mit Jesus und Maria sind im Stil des Rokoko gestaltet. Die Kanzel ist wohl klassizistisch. Die Orgel auf der südlichen Doppelempore ist nach Angabe der Kirchengemeinde im Jahr 1779 entstanden und wird Johann Adam Höffner zugeschrieben. Die drei Glocken im Kirchturm wurden im Jahr 1932 geweiht. Die Schlagtöne sind fis’ – a’ – h’.

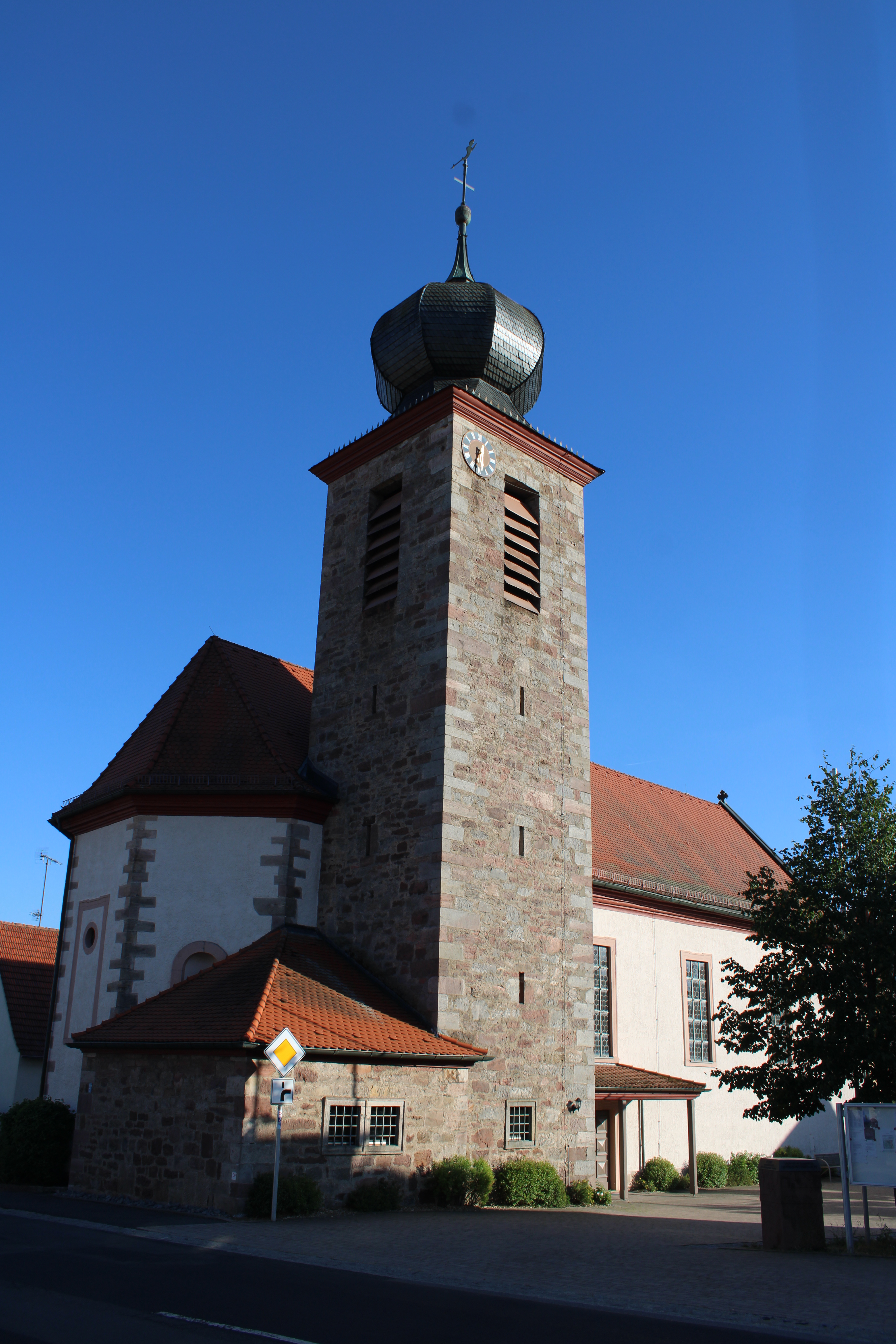
Außenansicht
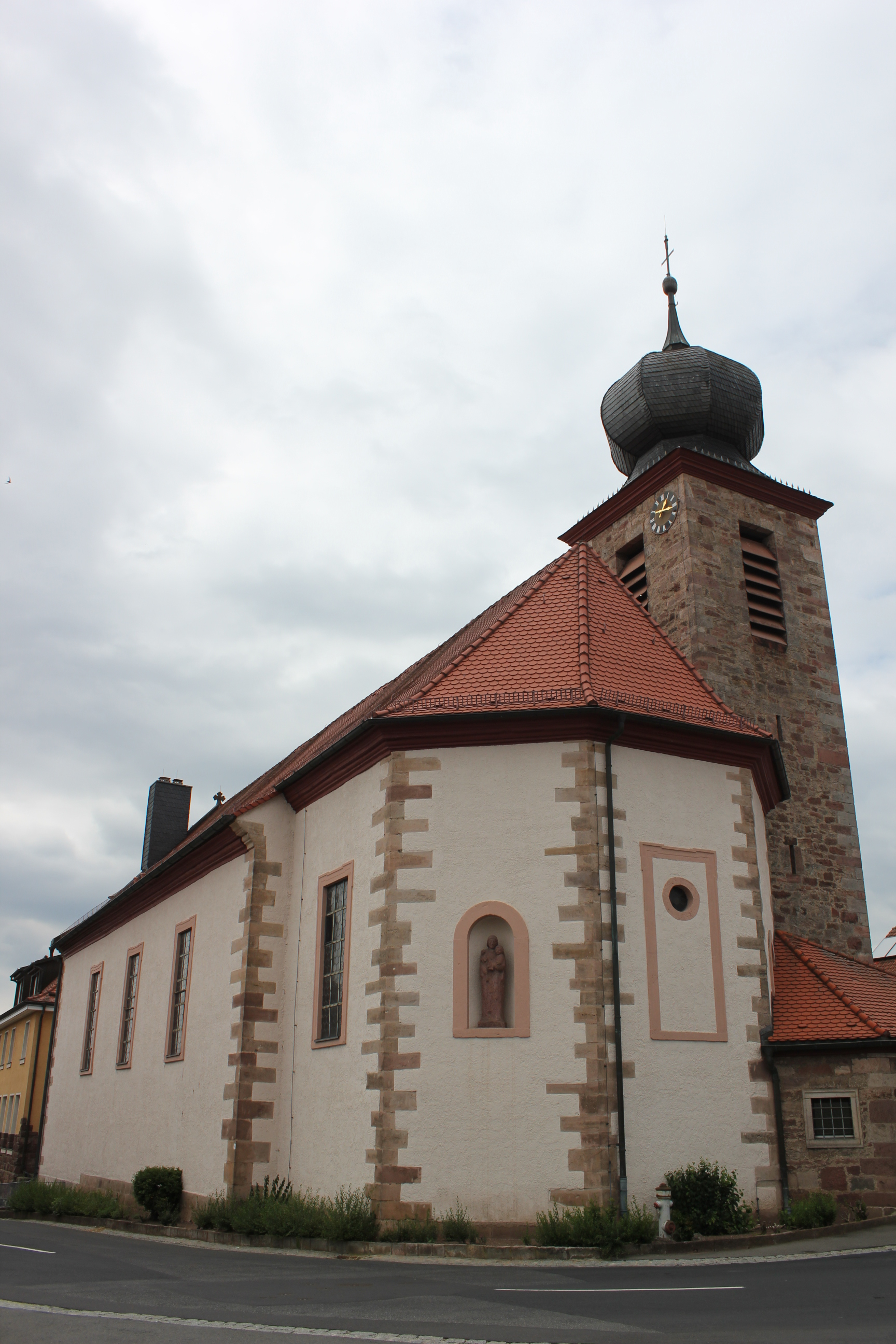
Außenansicht
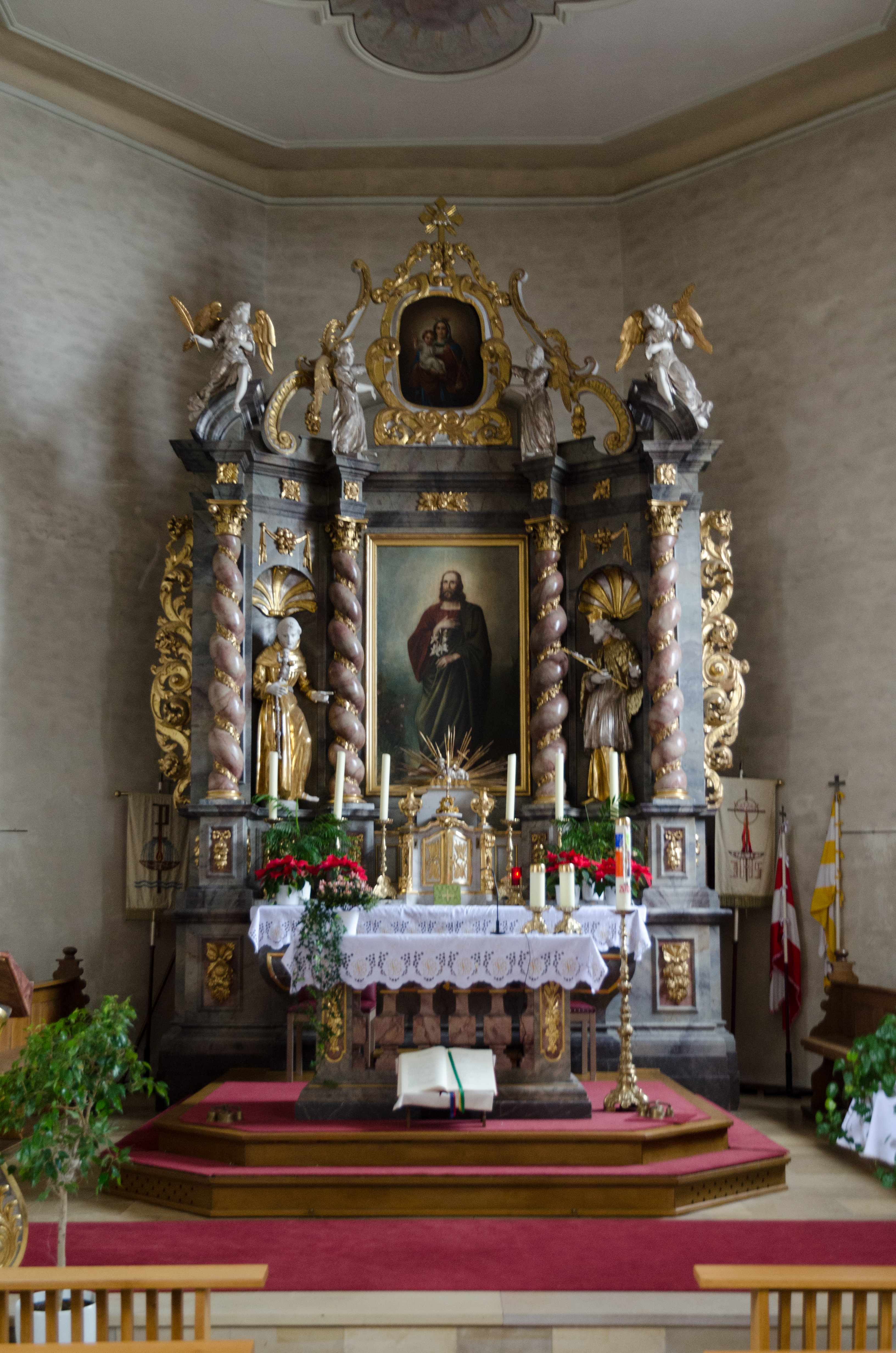
Hochaltar
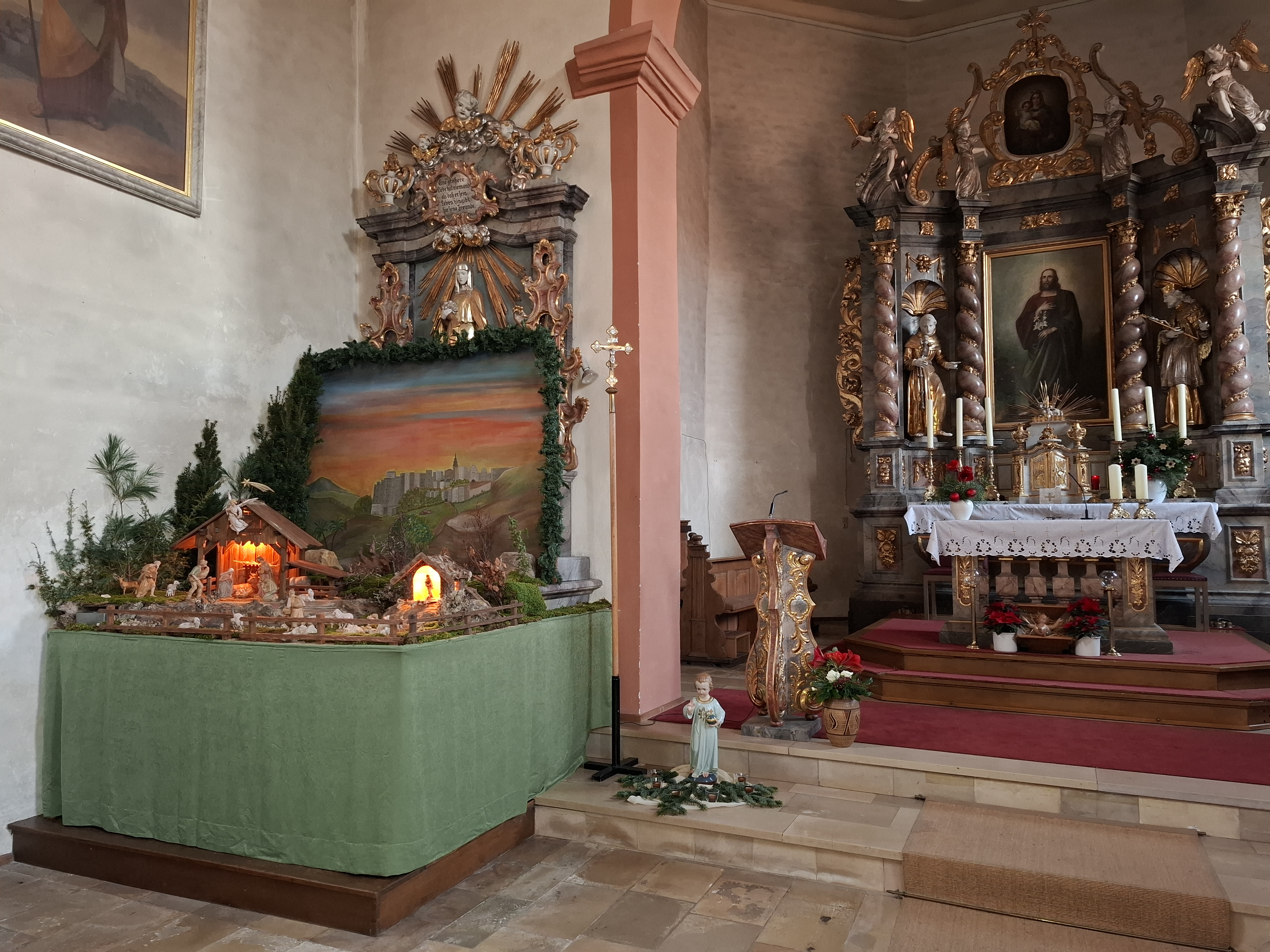
Innenansicht mit Blick zum Hochaltar (rechts) und zur Weihnachtskrippe vor dem linkem Seitenaltar
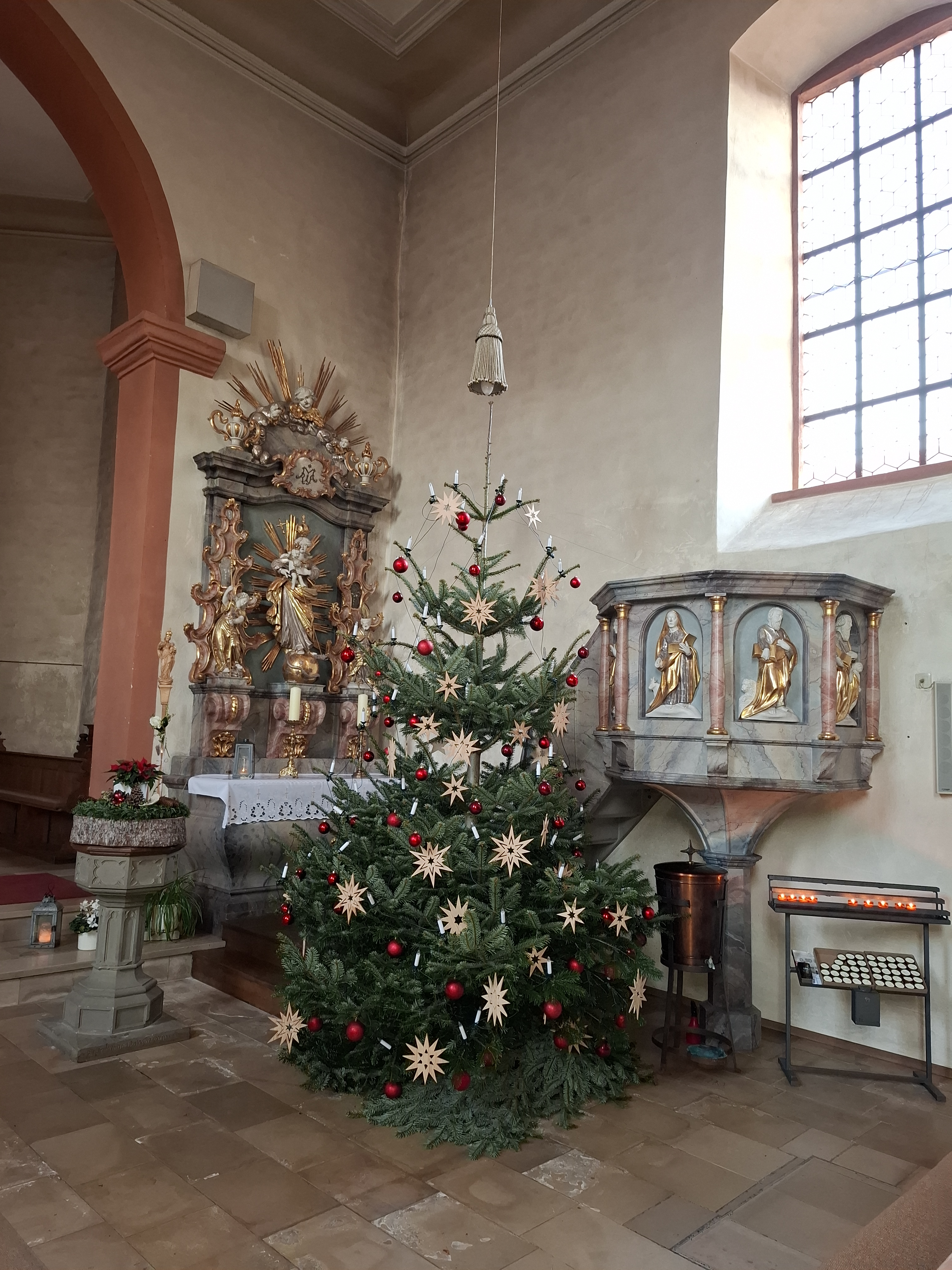
Innenansicht mit Blick zum Taufbecken, dem rechtem Seitenaltar, zur Kanzel und zum Weihnachtsbaum
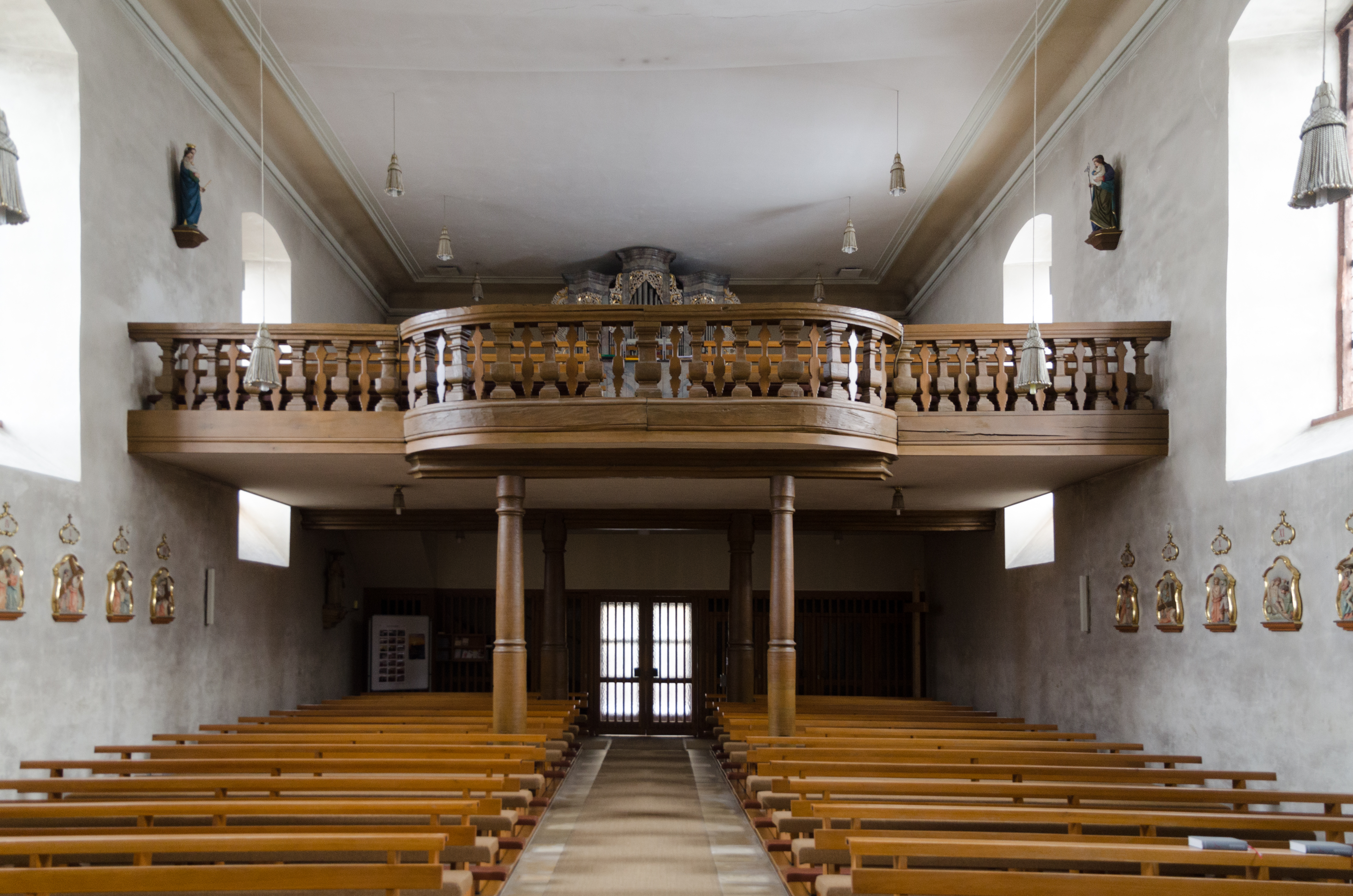
Innenansicht mit Blick zur Empore und zum Eingang